# Gand-Wevelgem 2000
La Gand-Wevelgem 2000, sessantaduesima edizione della corsa, si svolse il 5 aprile 2000, per un percorso totale di 214 km. Fu vinta dal belga Geert Van Bondt, al traguardo con il tempo di 5h01'03" alla media di 42,651 km/h.
Alla partenza con 194 ciclisti, di cui 47 tagliarono il traguardo.

## Ordine d'arrivo (Top 10)
| Pos. | Corridore         | Squadra       | Tempo    |
| ---- | ----------------- | ------------- | -------- |
| 1    | Geert Van Bondt   | Farm Frites   | 5h01'03" |
| 2    | Peter Van Petegem | Farm Frites   | a 28"    |
| 3    | Johan Museeuw     | Mapei         | s.t.     |
| 4    | Tristan Hoffman   | Memory Card   | s.t.     |
| 5    | Chris Peers       | Cofidis       | s.t.     |
| 6    | Michel Vanhaecke  | Tönissteiner  | s.t.     |
| 7    | Andreas Klier     | Farm Frites   | s.t.     |
| 8    | Peter Farazijn    | Cofidis       | s.t.     |
| 9    | Steffen Wesemann  | Deutsche Tel. | a 1'03"  |
| 10   | Roger Hammond     | Collstrop     | s.t.     |